# Fargo Records
Pour les articles homonymes, voir Fargo.
Fargo Records est un label indépendant français.

## Historique
Le label est fondé en 2000 par Michel Pampelune. Au fil du temps, il s'est spécialisé dans la promotion et la distribution en France d'artistes nord-américains. Il distribue entre autres les disques de Jesse Sykes, Lauren Hoffman et Andrew Bird. Il fut le label d'Emily Loizeau et d'Alexandre Varlet.
Depuis 2008, le label édite également le magazine Eldorado spécialisé dans le folk/rock/americana. Par ailleurs, une boutique, située rue de la Folie Méricourt à Paris, est tenue par Michel Pampelune.
En 2013 le label organise la première édition de son festival, le Fargo Rock City Festival.